# Канон (култура)
Вижте пояснителната страница за други значения на Канон.
Културният канон е съвкупност от най-важните проявления на дадена култура, смятани за основополагащи, фундаментални за нея. Това е сбор от книги в литературата или от музикални произведения в музиката, съответно творби в изобразителното изкуство, които са избрани по качествата им и са особено влиятелни за дадената култура.
Понятието културен канон най-често се употребява по отношение на литературата. Тук под канон се разбира компендиум от избрани книги, които са най-влиятелни за формирането на дадена култура (литература).

## Примери
- Харвардска класика – антология от 51 книги, издадена 1909 и редактирана и компилирана от президента на Харвардския университет Чарлз Елиът.